# SpongeBob ve filmu: Houba na útěku
SpongeBob ve filmu: Houba na útěku (v anglickém originále The SpongeBob Movie: Sponge on the Run) je americký animovaný dobrodružný film, jehož premiéra proběhla online v roce 2020. Jedná se o pokračování filmů SpongeBob ve filmu (2004) a SpongeBob ve filmu: Houba na suchu (2015). Film režíroval Tim Hill, který je jedním z tvůrců seriálu Spongebob v kalhotách.

## Děj
SpongeBob a Patrik jdou zachránit Garyho, a proto vycestují do ztracené Atlantidy. Film taky prozradí, jak se Spongebob poprvé setkal s Garym v kempu Camp Coral.

## Produkce

### Vývoj
Po velkém úspěchu předchozího filmu, se tvůrci rozhodli pro natočení pokračování. Prvotní nápady byly takové, že by se film dějově propojil se seriálem a navazoval by na nějakou epizodu, ale z toho nápadu sešlo. Na místo režie usedl Tim Hill, který pracuje i na klasickém seriálu a vystřídal tak režiséra předchozího filmu, Paula Tibitta, který se ovšem i nadále věnuje klasickému seriálu. Během roku 2018 probíhaly různé schůze s autorem celé značky, Stephenem Hillenburgem. Ten však během příprav filmu zemřel na ALS a tak se přípravy na krátkou dobu zastavily. Ke konci roku 2018 byl film oficiálně potvrzen a pojmenován jako SpongeBob Movie 3: It's a Wonderful Sponge.
V dalších měsících docházelo k vytváření scén pro film a také byl potvrzen návrat klasických dabérů do svých rolí, známých ze seriálu a předchozích filmů. 17. července 2019 byly v San Diegu zveřejněny nové informace. Film změnil jméno na ono současné, také bylo potvrzeno že celý film bude dělaný technikou CGI a bude tak možnost ho vidět ve 3D.

### Plakát, trailer
13. listopadu 2019 byl zveřejněn plakát k filmu a oznámen také brzké zveřejnění traileru. Ten byl do světa vypuštěn o den později, 14. listopadu 2019, na oficiálním YouTube kanále Nickelodeonu. Během několika hodin nasbíral desítky milionů zhlédnutí a byl také v dalších zemích okamžitě nadabován.

## Postavy
| Tom Kenny              | Spongebob Squarepants       |
| Bill Fagebakke         | Patrik Hvězdice             |
| Rodger Bumpass         | Sépiák Chobotnice           |
| Clancy Brown           | Pan Evžen Krabs             |
| Mr. Lawrence           | Sheldon Plankton            |
| Carolyn Lawrence       | Veverka Sandy               |
| Matt Berry             | král Poseidon               |
| Keanu Reeves           | Mudrc                       |
| Reggie Watts           | Kancléř                     |
| Awkwafina              | Otto                        |
| Tiffany Haddish        | Tiffany                     |
| Jill Taley             | Karen Planktonová           |
| Danny Trejo            | El Diablo                   |
| Dee Bradley Baker      | Okoun Perkins               |
| Mary Jo Catlett        | Paní Rybová                 |
| Snoop Dogg             | Gembler                     |
| Tim Hill               | Vyprávěč                    |
| Robert Ambrose         | Zombie                      |
| Richard Pasqualone     | Dealer                      |
| Veronica Alicino       | Krupiérka                   |
| Tyler Peterson         | Recepčí                     |
| Antonio Raul Cobro     | mladý Spongebob Squarepants |
| Jack Gore              | mladý Patrik Hvězdice       |
| Jason Maybaum          | mladý Sépiák Chobotnice     |
| Charlotte Grace Prinze | mladá Veverka Sandy         |

## Dabing
| Jan Maxián            | SpongeBob Squarepants       |
| Jiří Krejčí           | Patrik Hvězdice             |
| Filip Švarc           | král Poseidon               |
| Ladislav Županič      | pan (Evžen) Krabs           |
| Antonín Navrátil      | Sheldon Plankton            |
| Jana Páleníčková      | Veverka Sandy               |
| Ivo Novák             | Sépiák Chobotnice           |
| Michal Dlouhý         | Mudrc                       |
| Miroslav Táborský     | Kancléř                     |
| Jana Zenáhlíková      | Otto                        |
| Hana Igonda Ševčíková | Tiffany                     |
| Jolana Smyčková       | Karen                       |
| Zdeněk Maryška        | El Diablo                   |
| Rudolf Kubík          | Okoun Perkins               |
| Zuzana Schulzová      | Paní Rybová                 |
| Bořek Slezáček        | Gembler                     |
| Tomáš Borůvka         | Vyprávěč                    |
| Otmar Brancuzský      | Zombie                      |
| Petr Lněnička         | Dealer                      |
| Klára Sochorová       | Krupiérka                   |
| Vojtěch Hájek         | Recepční                    |
| Adam Polifka          | mladý Spongebob Squarepants |
| David Štěpán          | mladý Patrik Hvězdice       |
| Adam Ipser            | mladý Sépiák Chobotnice     |
| Eliška Beňová         | mladá Veverka Sandy         |

- Překlad – Jana Hrubá
- Hudební režie – Jan Maxián
- Režie – Vojtěch Hájek
České znění vyrobilo LS Productions